# Etničke grupe Ruande
Etničke grupe Ruande: 10,009,000 stanovnika (UN Country Population; 2008; 12 naroda)
- Arapi, 9,400
- Britanci, 60
- Flamanci, 5,600
- Francuzi, 2,800
- Gudžarati, 28,000
- Hima, 10,000
- Hutu, 8,165,000
- Lingala, 94,000
- Rundi, 459,000
- Swahili, 13,000
- Tutsi (Watutsi), 1,044,000
- Twa Pigmeji, 169,000
- ostali, 9,000 individualaca